# Bifröst

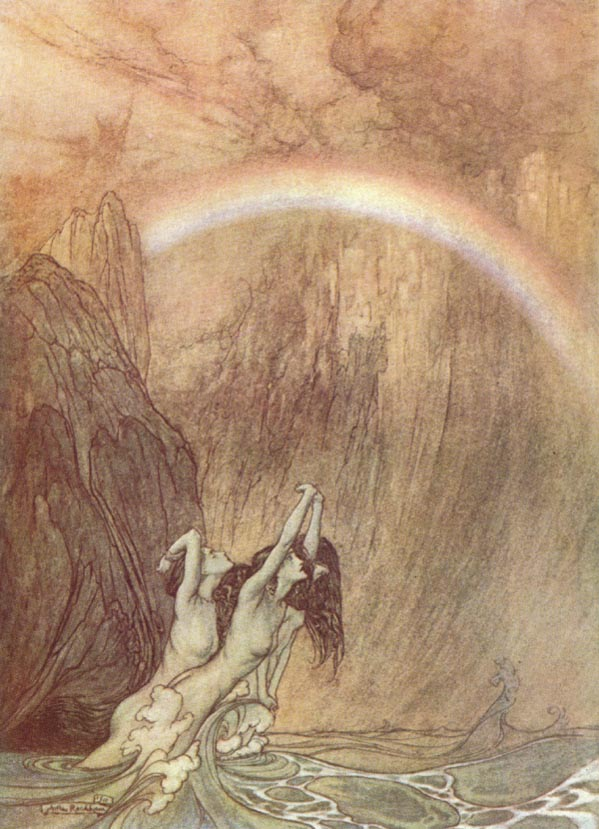
Most Bifröst przedstawiony na obrazie Arthura Rackhama

Bifröst – w mitologii nordyckiej płonący, tęczowy most łączący świat śmiertelników, Midgard, ze światem bogów, Åsgardem. Bogowie codziennie przemierzali ten most, aby odbywać spotkania w cieniu drzewa Yggdrasil. Strażnikiem był jeden z Azów, Hajmdal. Według wierzeń Bifröst miał ulec zniszczeniu w czasie Ragnaröku, zawalając się pod ciężarem przechodzących po nim gigantów i potworów.